# Manuel Machado (compositor)
Manuel Machado (Lisboa, c.1590 – Madrid, 1646) foi um compositor e harpista português, ativo em Espanha.

## Vida
Manuel Machado estudou em Lisboa, na Claustra da Sé, com o compositor Duarte Lobo. Mudou-se para Espanha em 1610 e tornou-se músico da Capela Real, em Madrid, onde seu pai, Lopo Machado, era harpista. Em 1639, era músico no palácio de Filipe IV de Espanha, tendo em 1642 sido recompensado "pelos seus longos anos de serviço".

## Obra
Manuel Machado compôs principalmente madrigais e romances polifónicos num estilo barroco precoce. Poucas das suas obras sobreviveram (a maior parte delas foi destruída durante o Terramoto de 1755). Todas os textos das suas obras são em espanhol, e são caracterizados por uma grande habilidade e flexibilidade na utilização da métrica e harmonia para refletir o conteúdo dos poemas. As suas composições encontram-se em alguns dos mais importantes cancioneiros do seu tempo, tal como o Cancionero de la Sablonara, indicando que gozaria provavelmente de grande popularidade em Espanha.

## Gravações
As seguintes gravações incluem obras de Manuel Machado:
- 1989 - O Lusitano - Portuguese vilancetes, cantigas and romances. Gérard Lesne and Circa 1500. Virgin Veritas 59071. Track 2 "Dos estrellas le siguen", and Track 21 "Paso a paso, empeños mios"
- 1994 - Canções, Vilancicos e Motetes Portugueses. Paul van Nevel and Huelgas Ensemble. Sony Classical SK 66288. Track 2 "Qué bien siente Galatea", and Track 3 "Dos estrellas le siguen".
- 2007 - Entremeses del siglo de oro - Lope de Vega y su tiempo (1550-1650). Hespèrion XX and Jordi Savall. Alia Vox. Track 12 "Que bien siente Galatea", and Track 17 "¡Afuera, afuera! que sale"
- 2007 - Flores de Lisboa - Canções, vilancicos e romances portugueses. A Corte Musical and Rogério Gonçalves. Le Couvent K617195. Track 1 "Dos estrellas le siguen", Track 2 "Paso a paso, empeños mios", and Track 8 "¡Afuera, afuera! que sale"
- 2012 - En Tus Brazos Una Noche. Sete Lágrimas.